# Saint-Maurice-aux-Forges
Saint-Maurice-aux-Forges è un comune francese di 91 abitanti situato nel dipartimento della Meurthe e Mosella nella regione del Grand Est.

## Società

### Evoluzione demografica
Abitanti censiti